# ペレ・ファン・アメルスフールト
ペレ・ファン・アメルスフォールト（Pelle van Amersfoort）は、オランダ・ヘームスケルク出身のサッカー選手である。アル・シャハーニーヤSCに所属する。
ポジションはSCヘーレンフェーンのユース時代にFWを務めた後、アルメレ・シティからヘーレンフェーンに戻り、ユルヘン・ストレペルによって攻撃的MFとして起用された。